# 大口軟冠鯛
大口軟冠鯛（學名：Malacosarcus macrostoma）為輻鰭魚綱金眼鯛目奇鯛科的其中一種，分布於中西太平洋海域，為深海魚類，棲息深度2777-4438公尺，體長可達14.1公分。
其种加词“macrostoma”意为“大口的”。